# 니와타 도모코
니와타 토모코(일본어: 庭田 具子 にわた ともこ[*], 생년 미상 - 1627년 (간에이 3년 12월))는 고요제이 천황의 텐지이다. 아버지는 곤다이나곤 니와타 시게토모이다. 료준 입도친왕의 생모이다. 통칭 곤나이시노스케노츠보네(権典侍局), 미나모토오오텐지노츠보네(源大典侍局)이다. 미나모토노 토모코(源具子)로도 불리기도 한다.

## 생애
곤다이나곤 니와타 시게토모의 딸로 태어났다. 그 후, 고요제이 천황에게 봉사하였고, 1604년 (게이초 9년)에 료준 입도친왕을 낳았다. 곤나이시노스케노츠보네(権典侍局)로 칭한 후에, 미나모토오오텐지노츠보네(源大典侍局)로 칭했다.
1627년 (간에이 3년 12월)에 사망했다.